# 아브하 클럽
아브하 풋볼 클럽(아랍어: نادي أبها السعودي, 영어: Abha Football Club)는 1966년에 창단된 사우디아라비아의 축구 클럽이다. 수도인 아브하를 연고로 하며, 홈구장은 프린스 술탄 빈 압둘 아지즈 스타디움이다.

## 선수 명단

### 현역
참고: FIFA 자격 규정에 따라 소속된 국가대표팀 국기를 표시합니다. 선수는 복수의 FIFA 비회원국 국적을 가지고 있을 수 있습니다.
| 번호 | 포지션 | 국적         | 이름          |
| ---- | ------ | ------------ | ------------- |
| 6    | MF     | 코트디부아르 | 라미네 은다오 |
| 27   | DF     | 모로코       | 나빌 마르무크 |

| 번호 | 포지션 | 국적   | 이름        |
| ---- | ------ | ------ | ----------- |
| 80   | MF     | 잠비아 | 에반스 캉와 |

## 역대 감독
| 감독                  | 임기 |
| --------------------- | ---- |
| 체스와프 미흐니에비치 | 2023 |